# Архетипна психология
Архетипната психология е течение на психологията, създадено от Джеймс Хилман.
Близо до тази система стои аналитичната психология на Карл Густав Юнг и както е известно Хилман дълго време се обучава на юнгански анализ. Разликата на архетипната психология от юнгианската школа е в някои теоретични тънкости, свързани с теорията за самости (или същност, себе си). Ако, по идея на Юнг, съществува някакъв универсален модел на индивидуация (естествено с огромно количество варианти), целта на който е приближаването към центъра на психиката – Самости, то Хилман не приема такъв подход, считайки го за „монотоеистичен“. „Психологическия монотеизъм“ Хилман противопоставя на „психологическия политеизъм“, където в ролята на множеството богове встъпват образи, родени в несъзнаваното.
Хилман заема крайна позиция, отричайщи каквито и да е от тези цели, дори и за „самовъзстановяване“ в класическата психотерапия или „приближяване към себе си (самости)“, както е при Юнг. За Хилман образи, породени от фантазии, имат ценност сами по себе си и нямат смисъл, ако се гледат целите им, насоката им или дори анализирането им. Единствената задача на активното въображение, това е да даде идея как е възможна по-голяма автономия и свобода от контрола на Егото.